# Miraces modesta
Miraces modesta es una especie de insecto coleóptero de la familia Chrysomelidae descrita por Horn en 1893.
Mide 2.5 mm. Es endémica de Florida, Norteamérica. La planta huésped es Krugiodendron ferreum (Rhamnaceae).